# 2015年南卡羅萊納州查爾斯頓槍擊案
2015年南卡羅萊納州查爾斯頓槍擊案，是指發生於2015年6月17日，在美國南卡羅萊納州查爾斯頓的一起重大槍擊案。一名白人在當地的一座黑人教堂開槍，造成九人死亡，其中包括一名議員。
案件發生於當地時間17日晚上，一座伊曼紐爾非裔衛理公會教堂（Emanuel African Methodist Episcopal Church）遭到一名年約20歲的白人男子亂槍掃射，多人當場死亡；嫌犯開槍後逃逸，警方对他进行全面通緝。案發後14小時，他在北卡羅萊納州被捕。
2015年9月，南卡羅來納州的州檢察官求處兇嫌死刑。2016年12月，被告人迪倫·鲁夫被判33項罪名成立，2017年1月10日被判處死刑。

## 背景
伊曼紐爾非裔衛理公會教堂，或譯伊曼紐爾非裔美以美會教堂，是一所在该州历史上发挥着重要角色的教堂，拥有199年的历史，见证了奴隶制时代、20世纪60年代民权运动和黑人生活问题运动。教堂始建于1816年，是南方历史最悠久的非洲卫理公会教堂，被称为“伊曼纽尔之母”。巴尔的摩黑人长期以来在此聚集。1822年教堂的联合创建人丹麦克·维西（Denmark Vesey）企图发动奴隶叛乱，导致自己被处决，教堂亦被烧毁直至1834年得以重建。
案发当时，皮克林正举行集会悼念4月4日在北查尔斯顿被白人警察杀害的沃尔特·斯科特（Walter Scott）。皮克林是州参议员，倡导以法律规定警察必须随身佩戴摄像机。密歇根州州立大学政治学家罗伯特·米奇指出，伊曼纽尔袭击案和1963年阿拉巴马州伯明翰政治上活跃的非裔教会的袭击案有一些相似之处，在那次事件中，三K党杀害了四名黑人女孩，另有14人受伤，时值20世纪60年代正在势头上的民权运动。许多学者、新闻记者、活动家和政治家都强调需要了解全国范围内更为广泛的种族主义袭击，而不是将其看作出于种族动机的孤立暴力事件。

## 經過

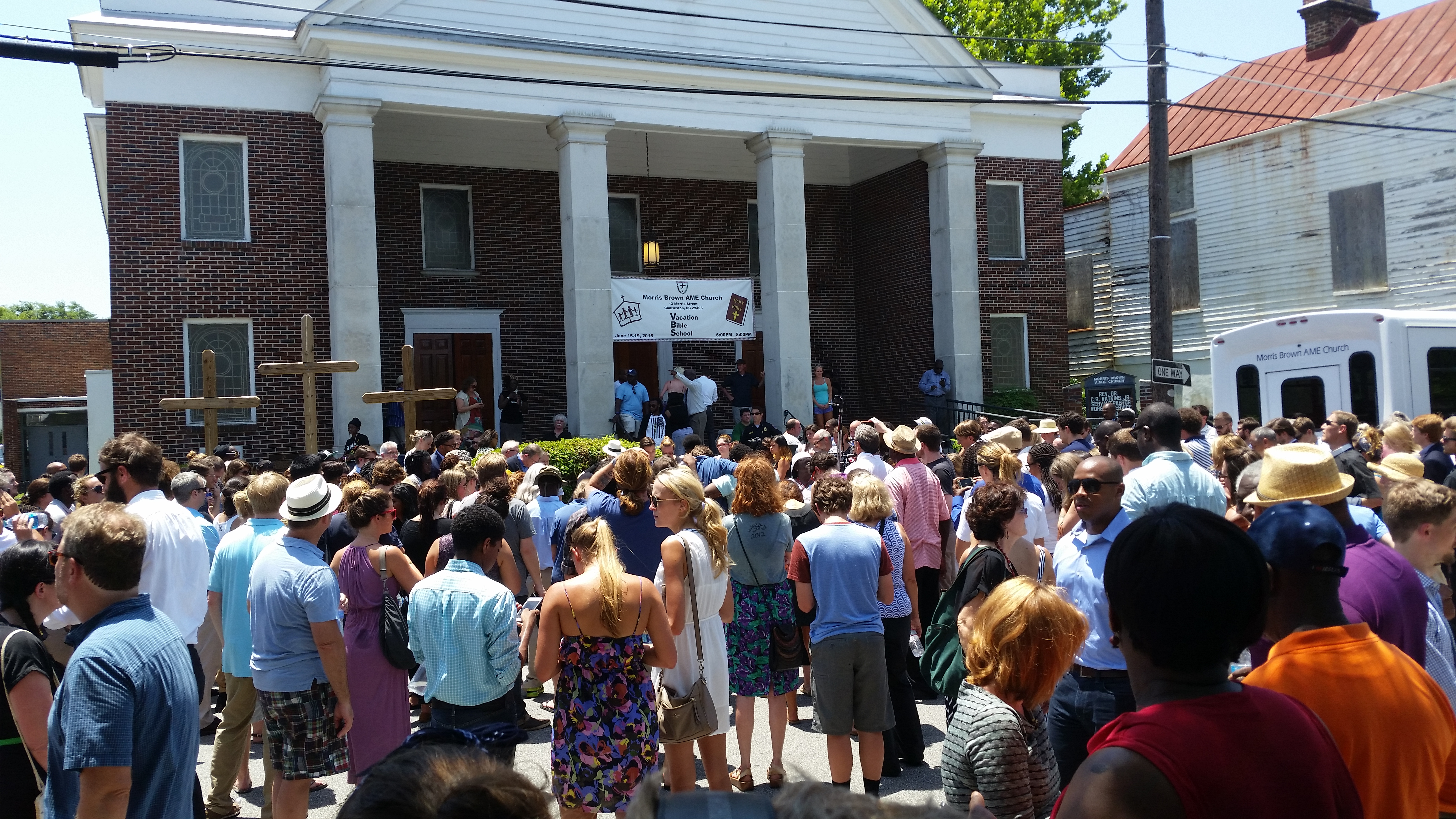
案發後，不分種族的教友齊聚在教堂外

根據查爾斯頓市警察局的說法，一名身穿灰色運動衫，藍色牛仔褲的白人男子，於當地時間17日晚上九時許，在教堂之中進行掃射，當時教堂內正在舉行聖經研究會；而死者之一已被證實是州參議員克萊門塔·平克尼（Clementa C. Pinckney），他身兼教會牧師。
當時包括嫌犯在內，共有13人參加了聖經研究會。根據倖存者的說法，嫌犯在研究會中，坐在平克尼附近聆聽他的講道約1小時。接著，當他們討論聖經的過程中，他不同意大家的說法；過了一會，他突然掏出槍，瞄準了87歲的苏珊·杰克逊（Susie Jackson）女士；苏珊的外甥，26歲的迪万扎·桑德斯（Tywanza Sanders）試圖阻止他，並問他為什麼要攻擊教友，嫌犯回答稱：「你們（黑人）強姦我們的婦女，侵占我們的國家，你們必須消失。」，並稱他打算殺光所有黑人，說完隨即開槍。於是擋在苏珊身前的迪万扎，成為第一位遇害者。
過程中，嫌犯一邊辱罵種族歧視的言語與粗話，一邊開槍殺人，期間還裝填了五次彈藥。桑德斯的母親，也是研究會參加者之一稱，其他倖存者是透過裝死才躲過了槍擊；而她是嫌犯刻意留下的活口，嫌犯對她說，「這樣她就可以告訴大家發生了什麼事」。9名死者都是黑人，8人是當場死亡，另一人是在醫院急救無效宣告不治。
18日，美國聯邦調查局（FBI）已鎖定了一名21歲金髮白人男子迪倫·鲁夫（Dylann Roof）為兇手；案發後的14小時，警方宣布在北卡羅萊納州的一處臨檢點抓到了他，距離案發地點220公里。

## 嫌犯
迪倫·斯托姆·魯夫（英語：Dylann Storm Roof），1994年4月3日生於南卡羅來納州哥倫比亞市。警方調查時，發現在他的臉書大頭照中，他穿著一件印有兩面國旗的夾克，一是1994年以前的南非國旗，一是羅德西亞（後稱辛巴威）的國旗，兩個國家在當時都曾嚴格施行種族隔離制度；案發前，他曾跟朋友預告將要殺人，但朋友都以為他是在開玩笑，沒有多加留意。
案發後，他的叔叔卡森·考尔斯（Carson Cowles）從電視新聞畫面中確認是自己的姪子，並稱迪倫在4月份生日時，曾收到父親所送的生日禮物：一把點45手槍，但他無法確認該把手槍是否為本次犯案的凶器。

## 受害者
所有受害者均为黑人，其中有六人为女性，三人为男性。有八人当场死亡，第九位死者丹尼尔·西蒙斯（Daniel Simmons）送院后死亡。所有人的死因均为近距离枪杀。另一人负伤后幸存。受害者的身份为：
- 辛西娅·玛丽·格雷厄姆·赫德（Cynthia Marie Graham Hurd），54岁，圣经研习学员
- 苏珊·杰克逊（Susie Jackson），87岁，圣经研习学员
- 埃塞尔·李·兰斯（Ethel Lee Lance），70岁，教堂司事
- 德佩恩·米德尔顿（Depayne Middleton），49岁，圣经研习学员
- 克雷门塔·C·平克尼（Clementa C. Pinckney），41岁，教会牧师、南卡罗来纳州参议员
- 米拉·汤普森（Myra Thompson），59岁，圣经研习学员
- 迪万扎·桑德斯（Tywanza Sanders），26岁，圣经研习学员
- 丹尼尔·西蒙斯（Daniel Simmons），74岁，教堂牧师
- 莎朗达·辛格尔顿（Sharonda Singleton），45岁，教堂牧师

## 后续

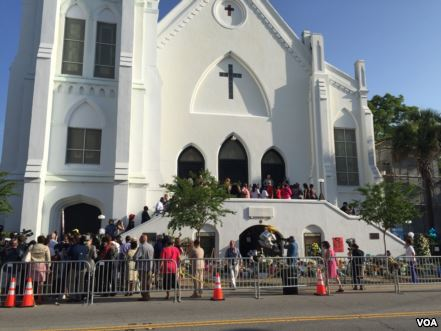
6月21日，教堂重新開放

魯夫放弃了引渡权利，于6月18日晚间飞抵南卡罗来纳州，被关押在北查尔斯顿艾尔·加侬看守所。他承认带着挑起种族战争的攻击意图犯下袭击案。6月19日，他被控以“九项谋杀罪名和一项持有枪支犯罪的罪名”，当天晚些时候在法庭的保释听证中首次受审。州长尼克·黑利呼吁检察官判处魯夫死刑。
在查尔斯顿的莫里斯·布朗非洲卫理公会教堂，不同种族和宗教的人士参加悼念受害者的纪念仪式，宣称这种袭击不会分裂社会。
阿拉巴馬州蒙哥马利南方贫困法律中心情报项目主任海蒂·贝利奇，長期追踪美国的仇恨团体，她表示枪手报告的评论反映出白人至上主义网络论坛的主流意见。目前正在调查犯罪嫌疑人是否与任何的仇恨团体有联系，贝利奇表示，这些团体的数量过去十年来一直在增长，“南卡罗来纳州有好几年是仇恨团体最集中的地方。”
美国总统奥巴马回应事件时聚集于枪支管控问题，他表示：“这种大规模的暴力事件不会在其他发达国家出现。”
案发翌日，南卡罗来纳州议会大厦下半旗。然而，议会大厦附近的邦联士兵纪念碑照常升聯盟旗。由于攻击事件，州议会再次呼吁撤掉被认为代表着种族隔离制度和蓄奴制度的聯盟旗。2015年7月9日，南卡罗来纳州参议院和众议院分别以37比3和94比20通过法案决定移除在州议会外的联盟旗，在时任南卡罗来纳州州长妮基·黑利于同日晚间签署法案后，联盟旗于第二天被正式移除。